# Seng A/S
Seng A/S (før 2023 SengeSpecialisten) er en landsdækkende dansk forhandler af madrasser og senge med 30 møbelhuse i Danmark. Virksomheden har hovedkvarter i Sabro ved siden af ILVA. Der er ca. 100 ansatte i Seng A/S.
I 1999 åbnede Jørgen Bebe Staal, den første SengeSpecialisten i Aarhus. I 2006 blev der etableret et nyt aktieselskab, og virksomheden begyndte at åbne nye forretninger. I 2014 købte Lars Larsen Group aktiemajoriteten i virksomheden.